# Telemática

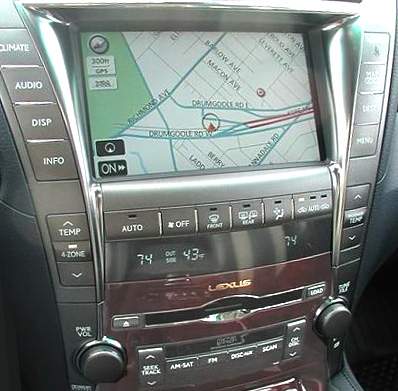
Sistema de navegación en un automóvil Lexus Gen V

La Ingeniería telemática, o simplemente telemática, es un campo de la ciencia que engloba los conocimientos de la informática y de la tecnología de la comunicación para el desarrollo de diseños, procesos y técnicas de servicios o aplicaciones que permiten transmitir datos.

## Terminología
La palabra «telemática» se refiere a la combinación de la informática y de la tecnología de la comunicación para el envío y recepción de datos.
También es usado en ocasiones el término «teleinformática», término que nació en la disciplina de telecomunicación para designar el control remoto de sistemas informáticos, aunque no describe la telemática como tal.

## Definición
La telemática cubre un campo científico y tecnológico de una considerable amplitud, englobando el estudio, diseño, gestión y aplicación de las redes y servicios de comunicaciones, para el transporte, almacenamiento y procesado de cualquier tipo de información (datos, voz, vídeo, etc.), incluyendo el análisis y diseño de tecnologías y sistemas de conmutación. La telemática abarca entre otros conceptos los siguientes planos funcionales:
- El plano de usuario, donde se distribuye y procesa la información de los servicios y aplicaciones finales;
- El plano de señalización y control, donde se distribuye y procesa la información de control del propio sistema, y su interacción con los usuarios;
- El plano de gestión, donde se distribuye y procesa la información de operación y gestión del sistema y los servicios, y su interacción con los operadores de la red.

Cada uno de los planos se estructura en subsistemas denominados entidades de protocolo, que a su vez se ubican por su funcionalidad en varios niveles. Estos niveles son agrupaciones de funcionalidad, y según el modelo de interconexión de sistemas abiertos (modelo OSI) de la Organización Internacional de Normalización (ISO) se componen de: nivel físico, nivel de enlace, nivel de red, nivel de transporte extremo a extremo, nivel de sesión, nivel de presentación y nivel de aplicación.
Trata también servicios como la tele-educación, el comercio electrónico (e-commerce) o la administración electrónica (e-government), servicios Web, TV digital, la conmutación y la arquitectura de conmutadores, y también toca temas como el análisis de prestaciones, modelado y simulación de redes: optimización, planificación de la capacidad, ingeniería de tráfico y diseño de redes.
Otra modalidad es encontrarla focalizada en una actividad específica como telemática educativa en donde se desarrolla el uso de los recursos telemáticos dirigidos a la Educación; entre ellos la comunicación interactiva, la distribución de la información y el uso pedagógico de los servicios.

## Origen del término
El término telemática se acuñó en Francia (télématique). En 1976, en un informe encargado por el presidente francés y elaborado por Simon Nora y Alain Minc (conocido como informe Nora-Minc y distribuido por el título: Informatización de la Sociedad), en el que se daba una visión increíblemente precisa de la evolución tecnológica futura.
Pero al igual que en Francia, en los países anglosajones también existe la disciplina telemática, la cual es denominada como Computer and Communications (del inglés: ‘Ordenador y Comunicaciones’) o Compunication (concepto acuñado por Wen Gao en su artículo Compunication: From Concept to Practice). No obstante hay matices claves a distinguir entre los dos términos. Para aclarar esto, conviene situarse en el contexto de la época: por una parte Francia, que ponía claro énfasis en las telecomunicaciones como motor de su transformación social en los años 1970, mientras que Estados Unidos estaba viviendo una gran revolución de la informática. Así, Compunication (computadores + comunicación) apunta a un modelo con mayor relevancia de los sistemas informáticos; telemática (télématique) por su parte, refiere a un mayor énfasis en la telecomunicación en sí.
En la actualidad, esta diferencia de origen se ha perdido, ya que esta disciplina científica y tecnológica ha convergido por completo a nivel mundial, para formar un único cuerpo de conocimiento bien establecido. Naciendo de esta forma el actual significado de la telemática.

## Perfil del Técnico o Ingeniero Telemático
El perfil profesional técnico o ingeniero telemático es de carácter generalista, desarrollando su actividad en distintos ámbitos, por tanto el espectro de trabajo del Ingeniero en telemática es sumamente amplio. Los titulados en esta especialidad tienen la capacidad de efectuar todas o algunas de las tareas que se nombran a continuación:
- Planificación, despliegue, mantenimiento y gestión, operación, integración de tecnologías, etc, para entornos LAN, MAN y WAN, que puedan hacer uso tanto de tecnologías de cable como inalámbricas, así como Internet/Intranets, etc. para la prestación tanto de servicios de voz como de datos para diversas aplicaciones, desde servicios comunes de Internet hasta otros más sofisticados como podrían ser las actividades relacionadas con el despliegue y la operación con las redes de telecomunicaciones en urbanizaciones y polígonos industriales y de viviendas o las redes de telefonía móvil privadas (Servicio Móvil Terrestre) para flotas de vehículos, etc..
- Supervisión, administración, participación o asistencia técnica en desarrolladores y suministradores de equipos y sistemas de telecomunicación.
- Elaboración de Proyectos de Infraestructuras comunes de telecomunicación en edificios (ICT[10]).
- Auditorías y diseño de redes.
- Análisis, diseño e implementación de sistemas y herramientas de seguridad tanto para el almacenamiento como la transmisión de la información, así como en los accesos a redes y sistemas.
- Diagnósticos y auditorías de seguridad.
- Conocer los conceptos básicos de la arquitectura de ordenadores y de los servidores, así como los principios de los sistemas operativos.
- Diseño y desarrollo de servicios de telecomunicaciones, así como su implementación, puesta en servicio, y mantenimiento para servicios básicos del tipo de correo electrónico, transferencia de ficheros, www, o más sofisticados como pueden ser sistemas de comercio electrónico con los diversos aspectos a tener en cuenta como son la integración de servicios con herramientas de pago, terceras partes de confianza, y sistemas de seguridad (criptografía, firmas digitales, etc.), etc..
- Diseño de aplicaciones distribuidas orientadas a la administración y el comercio telemático.
- Especificación, diseño e implementación de protocolos con calidad de servicio para soportar servicios de medios de comunicación de masas y aplicaciones a través de los medios de transmisión.
- Diseño de software de sistemas de tiempo real para aplicaciones de entretenimiento.
- Conocer los fundamentos teóricos de la programación y utilizar de forma práctica los métodos y lenguajes de programación para el desarrollo de sistemas software
- Capacidad para diseñar e implementar bases de datos y sistemas de información.
- Conocer los fundamentos de programación de protocolos de comunicaciones
- Programación de dispositivos de acceso a información basados en redes de telecomunicaciones, tanto bajo ambiente Unix como ambiente Windows.
- Diseño, implantación y administración de redes de computadoras y sistemas para transmisión de datos.
- Conocer el funcionamiento de cada una de las capas de la pila de protocolos TCP/IP (la cual proviene de la Pila OSI)
- Desarrollo de sistemas embebidos para comunicaciones.
- Desarrollo de sistemas domóticos.
- Desarrollo de aplicaciones del internet de las cosas.

## La Pila de protocolos
El desarrollo de los protocolos de comunicaciones es un hito fundamental en el desarrollo de la telemática, siendo la teoría y la arquitectura de protocolos uno de los conceptos fundamentales de la misma.
Un protocolo es un conjunto de reglas que definen como se va a desarrollar la comunicación entre los nodos de una red de ordenadores.
Para tratar con la complejidad de las redes de ordenadores, los protocolos se organizan en pilas divididas en distintos niveles, donde cada uno de estos niveles de la pila proporciona una serie de servicios al nivel superior, de forma que este no tenga que preocuparse de la implementación de dichos servicios. Las dos pilas de protocolos más importantes son la familia de protocolos de Internet y el Modelo OSI.

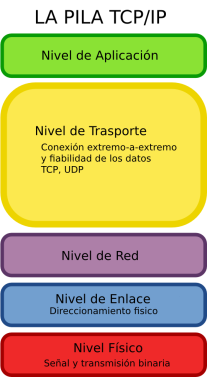
Diagrama de la pila de protocolos TCP/IP. Este diagrama ilustra las cinco capas de la pila de protocolos TCP/IP de abajo hacia arriba: 1. Nivel Físico, 2. Nivel de Enlace, 3. Nivel de Red, 4. Nivel de Transporte, 5. Nivel de Aplicación.

La principal es la pila de Protocolos de Internet (TCP/IP), la cual se compone de cinco capas:
1. Capa de Aplicación: donde residen las aplicaciones de red y sus protocolos. La capa de aplicación de Internet incluye muchos protocolos, tales como HTTP, SMTP y FTP. Un protocolo de la capa de aplicación está distribuido a lo largo de varios sistemas terminales, estando la aplicación en un sistema terminal que utiliza el protocolo para intercambiar paquetes de información con la aplicación de otro sistema terminal.
2. Capa de Transporte: ésta transporta los mensajes de la capa de aplicación entre los puntos terminales de la aplicación. En internet existen dos protocolos de transporte, TCP y UDP, pudiendo cada uno de ellos transportar los mensajes de la capa de aplicación.
3. Capa de Red: esta capa traslada los paquetes de la capa de red, conocidos como datagramas, de un host a otro. La capa de red de Internet incluye el conocido protocolo IP, que define los campos del datagrama, así como la forma en que actúan los sistemas terminales y los routers sobre estos campos. Esta capa también contiene los protocolos de enrutamiento que determinan las rutas que los datagramas siguen entre los orígenes y los destinos.
4. Capa de Enlace: la capa de red confía en esta capa para trasladar un paquete de un nodo al siguiente de la ruta. En concreto, en cada nodo, la capa de red pasa el datagrama a la capa de enlace, que entrega el datagrama al siguiente nodo existente a lo largo de la ruta.
5. Capa Física: finalmente, esta capa mueve cada uno de los bits de las tramas de un nodo al siguiente. Los protocolos de esta capa son dependientes del enlace, por lo que dependen del medio de transmisión del enlace.

Por otro lado, el modelo de Pila OSI tiene dos capas más, haciendo un total de siete:
1. Aplicación
2. Presentación
3. Sesión
4. Transporte
5. Red
6. Enlace
7. Física

## La telemática en España
En España, el título universitario (homologado por el MEC) de Ingeniero Técnico Telemático se creó en el año 1991, si bien su denominación se modificó a Ingeniero Técnico de Telecomunicación especialidad en Telemática (ITT esp. Telemática) en 1995, denominación con la que el título existió hasta el año 2008. Esta titulación (ITT esp. Telemática) se ofertaba en dicho año en 22 universidades Españolas.
En el año 2008, la reforma del sistema educativo (conocida como plan Bolonia) motivó que el título de ITT esp. Telemática fuese reemplazado por el título de Grado en Ingeniería Telemática.
Se ofertan asimismo distintos estudios de máster en telemática, tanto a nivel de Títulos Propios de universidades, como Títulos Oficiales adaptados al Espacio Europeo de Educación Superior.